# Kidapawan
Kidapawan (offiziell: City of Kidapawan) ist eine philippinische Stadt in der Provinz Cotabato. Sie ist zugleich die Hauptstadt dieser Provinz.
Kidapawan liegt am Fuß des Apo, des größten Berges der Philippinen und ist deshalb in den Monaten von Oktober bis Dezember, sowie in der Sommerzeit ein vorrangiges Touristenziel für Bergsteiger und Kletterer.

## Namensherkunft
Der Name Kidapawan, setzt sich zusammen aus den Worten tida, was Quelle bedeutet und pawan was mit Hochland zu übersetzen ist. Die Stadt wird somit als eine Quelle im Hochland bezeichnet.
Der Einfluss christlicher Siedler aus Luzon und den Visayas führte mit den Jahren zu der Wandlung des Wortes Tidapawan in die heutige Bezeichnung Kidapawan.

## Geographie
Kidapawan City liegt im Südosten der Provinz Cotabato am Fuß des Bergs Apo, auf etwa halber Strecke zwischen den großen Städten Davao City und Cotabato City, die jeweils ca. 110 und 120 km von ihr entfernt sind.
Die Stadt ist umgeben von den Gemeinden Magped im Nordosten, President Roxas im Norden, Matalam im Nordwesten, M’Lang im Südwesten und Makilala im Süden.

## Demographie und Sprache
Hauptsächlich werden im Stadtgebiet die philippinischen Dialekte Hiligaynon (Ilonggo), Cebuano, Tagalog, Ilocano und Boholano gesprochen. Zudem wird die zweite Amtssprache Englisch in den Schulen gelehrt und somit von den Einwohnern beherrscht.
Die erste Volksgruppe, die sich in dem heutigen Stadtgebiet angesiedelt hat, waren die Manobo. Im letzten Jahrhundert folgte dann die Einwanderung vieler christlicher Siedler aus Luzon und den Visayas.

## Baranggays
Kidapawan City ist politisch unterteilt in 40 Baranggays.
| - Amas - Amazion - Balabag - Balindog - Binoligan - Birada - Gayola - Ginatilan - Ilomavis - Indangan - Junction - Kalaisan - Kalasuyan - Katipunan | - Lanao - Linangcob - Luvimin - Macebolig - Malinan - Manongol - Marbel (Embac) - Mateo - Meohao - Mua-an - New Bohol - Nuangan - Onica | - Paco - Patadon (Patadon East) - Perez - Poblacion - San Isidro - San Roque - Santo Niño - Sibawan - Sikitan - Singao - Sudapin - Sumbac - Magsaysay |

## Geschichte
Kidapawan war ursprünglich, um 1942, ein Distrikt von Pikit (heute eine Gemeinde von Cotabato). Mit dem Executive Order Nr. 82 wurde der Ort am 18. August 1947 zu einer Verwaltungsgemeinde.
Zusammen mit der Gemeinde wurden zu dieser Zeit 12 Baranggays gebildet: Birada, Ginatilan, Indangan, Linangcob, Luvimin, Manongol, Marbel, Mateo, Meohao, Mua-an, Perez und Sibawan.
In den folgenden Jahren wurden aus dem damaligen Gemeindegebiet, die heutigen Nachbargemeinden Magpet (22. Juni 1963), Matalam (29. Dez. 1961), M’lang (3. Aug. 1951) und President Roxas (8. Mai 1967) herausgelöst und zu eigenen Gemeinden ernannt.
Zur Hauptstadt der damaligen Provinz North Cotabato, wurde Kidapawan mit Inkrafttreten des Presidential Decree Nr. 341 vom 22. November 1973. Der Sitz der Provinzverwaltung wurde in einem der Baranggays von Kidapawan eingerichtet. Als am 19. Dezember 1983 die Provinz von North Cotabato in Cotabato umbenannt wurde, hatte der Ort bereits 40 Baranggays unter seiner Verwaltung.
Seit dem 12. Februar 1998 ist Kidapawan City durch den Republic Act. Nr. 8500, unterzeichnet von Präsident Fidel Ramos, eine beurkundete Stadt der Provinz Cotabato. Die Urkunde wurde jedoch erst am 21. März 1998 ratifiziert.

## Klima
Außerhalb des Taifungürtels gelegen ist die Stadt von einem günstigen Klima gesegnet, mit einer ausgedehnten, aber nicht sonderlich intensiven Trocken- und Regenperiode. Die kühlsten Monate sind der Dezember und Januar, die heißesten der April und der Mai.

## Wirtschaft
Schnittblumen sind eine wichtige Grundlage des Lebensunterhaltes der Cotabateños, speziell der Einwohner von Kidapawan City. Die Zucht und der Vertrieb von Rosen, Flamingoblumen und Orchideen, die in der Umgebung wachsen, sind ein profitabler Geschäftszweig, genauso, wie der Verkauf von Pflanzensetzlingen.
Als eine Zukunftsbranche wird die Produktion von Textilien in der Stadt vorangetrieben.
Durch seine bevorzugte Lage am Berg Apo ist die Stadt ebenso ein Tourismusmagnet, speziell für Abenteurer, Bergsteiger und Kletterer. Jährlich kommen tausende Touristen in die Stadt, um den höchsten Berg der Philippinen zu sehen und zu besteigen.

## Sehenswürdigkeiten
- Die Marbel Falls, ein versteckt liegender Doppelwasserfall.
- Die Mawig Falls im Baranggay Balabag
- Der Mount Apo Natural Park.
- Der Apo, der höchste Berg der Philippinen.
- Der Lake Venado
- Der Lake Agko